# Park Chu-young
Park Chu-Young (Daegu, 10 juli 1985) is een Zuid-Koreaanse profvoetballer die sinds 2015 speelt voor FC Seoul. Hij kreeg in 2004 de 'Beste Jongste Voetballer uit Azië'-prijs van de AFC. Hij staat bekend om zijn snelheid en vrije trappen.

## Clubcarrière
In 2005 tekende hij een contract bij FC Seoul en in zijn eerste seizoen scoorde hij 21 goals en gaf 7 assists in 30 wedstrijden hij was toen ook topscorer en kreeg van de K-League de prijs van beste jongste speler. Hij speelde tot nu toe 31 wedstrijden voor het Zuid-Koreaans voetbalelftal (mannen) en scoorde daarin 11 keer. In 2005 werd hij ook een officiële Nike sponsor waarmee hij op 20-jarige leeftijd de jongste Nike sponsor ooit werd. Dit record werd later door Freddy Adu verbroken. Later werd Adidas zijn sponsor.
Op 31 augustus 2008 tekende Park zijn eerste Europese contract bij AS Monaco waar hij nummer 10 kreeg en zijn Koreaanse fans bedankt voor een goede tijd in eigen land. Op 13 september 2008 maakte Park zijn debuut bij AS Monaco waarbij hij zijn debuutgoal maakte en ook het eerste doelpunt van de wedstrijd. In de tweede helft gaf hij een assist op teamgenoot Frédéric Nimani en werd hij later vervangen.
In 2011 vertrok hij naar Arsenal FC, waar hij maar één competitiewedstrijd speelde voor de Engelsen. De club verhuurde hem vervolgens naar Spanje om te spelen voor Celta de Vigo. Hij kreeg in Vigo rugnummer 18. In zijn thuisdebuut scoorde hij ook meteen voor Celta de Vigo. Hij scoorde drie doelpunten in 21 wedstrijden voor de Celtiñas. In januari 2014 verkaste hij op huurbasis naar Watford FC. Hij debuteerde als wissel voor Fernando Forestieri in de negentigste minuut op 2 februari 2014 tegen Brighton & Hove Albion FC.
Ondanks zijn wens om in Europa te blijven, vertrok de Zuid-Koreaan na Arsenal naar Al Shabab in het Midden-Oosten. Op 1 oktober 2014 verbond hij zich aan de club voor één jaar. Bij zijn debuut tegen Al-Hilal scoorde hij op 17 oktober 2014.
Op 10 maart 2015 keerde de schaduwspits terug naar zijn oude club FC Seoul.

## Interlandcarrière
Park Chu-young was met zijn vaderland actief op de Olympische Spelen van 2008. Tijdens het WK 2010 maakte hij een eigen doelpunt in de tweede groepswedstrijd tegen Argentinië (4-1 verlies), maar ook de 2-2 voor Zuid-Korea in het daaropvolgende duel tegen Nigeria (2-2 gelijk). Park Chu-young nam met het Zuid-Koreaans olympisch voetbalelftal onder leiding van bondscoach Hong Myung-Bo deel aan de Olympische Spelen van 2012 in Londen. Hij was een van de drie dispensatiespelers in de selectie, die uiteindelijk beslag wist te leggen op de bronzen medaille.

## Spelersstatistieken
| seizoen | club          | land          | competitie                   | wed. | goals |
| ------- | ------------- | ------------- | ---------------------------- | ---- | ----- |
| 2005/06 | FC Seoul      | Zuid-Korea    | K-League                     | 30   | 18    |
| 2006/07 | FC Seoul      | Zuid-Korea    | K-League                     | 30   | 8     |
| 2007/08 | FC Seoul      | Zuid-Korea    | K-League                     | 11   | 2     |
| 2008/09 | FC Seoul      | Zuid-Korea    | K-League                     | 13   | 2     |
| 2008/09 | AS Monaco     | Frankrijk     | Ligue 1                      | 31   | 5     |
| 2009/10 | AS Monaco     | Frankrijk     | Ligue 1                      | 27   | 8     |
| 2010/11 | AS Monaco     | Frankrijk     | Ligue 1                      | 33   | 12    |
| 2011/12 | Arsenal FC    | Engeland      | Premier League               | 1    | 0     |
| 2012/13 | Celta de Vigo | Spanje        | Primera Division             | 21   | 3     |
| 2013/14 | Watford FC    | Engeland      | Football League Championship | 2    | 0     |
| 2014/15 | Al Shabab     | Saoedi-Arabië | Saudi Premier League         | 7    | 1     |
| 2015/16 | FC Seoul      | Zuid-Korea    | K League Classic             | 2    | 1     |
|         |               |               | Totaal                       | 208  | 60    |